# Łojków
Łojków – wieś w Polsce położona w województwie mazowieckim, w powiecie przysuskim, w gminie Potworów. Wieś ma status sołectwa.
| SIMC    | Nazwa      | Rodzaj     |
| ------- | ---------- | ---------- |
| 0632421 | Potworówek | przysiółek |

W latach 1975–1998 miejscowość administracyjnie należała do województwa radomskiego.